# Carex vulcani
Carex vulcani là một loài thực vật có hoa trong họ Cói. Loài này được Hochst. ex Seub. mô tả khoa học đầu tiên năm 1840.